# マームード
マームード (Mahmoud) は、フランスで生まれイギリスで調教された競走馬。近親にはナスルーラ、ミゴリなどがいる。体高は150センチメートル代中ごろの小柄な芦毛馬で、容姿はアラブ馬に似ていたという。

## 概要
フランスでのセリで売りに出されたが値が付かず、主取りになりアーガー・ハーン3世の持ち馬としてイギリスで走ることになる。現役時代は1936年のエプソムダービーをレコードで優勝するなど活躍した。芦毛馬の優勝はエプソムダービー史上3頭目であった。ほかにリッチモンドステークス、シャンペンステークスなどに優勝、2000ギニーは2着、セントレジャーステークスでも3着に入っている。
引退後は第二次世界大戦の影響もあり、84000ドルでコーネリアス・ヴァンダービルト・ホイットニーに購入され、レキシントンファームで種牡馬入りした。種牡馬成績も素晴らしく1946年アメリカ種牡馬チャンピオンに輝くなど成功、ステークス優勝馬だけでも63頭に達し、1957年にはチャンピオンブルードメアサイアーの座にもついている。
マジデー（アイリッシュオークス、アイリッシュ1000ギニー）、オイルキャピトルら産駒の活躍も大きかったが、娘を通じての後世への影響も小さくなく、マジデーはギャラントマンを産み、アルマームードはノーザンダンサーの母ナタルマ、ヘイローの母コスマーを産んだ。また、アルマームードやマジデーは芦毛ではなかったが、それ以外の産駒を通じてザテトラークから受け継いだ芦毛遺伝子を広めるのにも一役買った。

## 主な産駒
- マジデー (Majideh) - アイリッシュ1000ギニー、アイリッシュオークス。ギャラントマンの母
- ジアクス (The Axe) - マンノウォーステークス
- オイルキャピトル (Oil Capitol) - アメリカ2歳チャンピオン
- ヴァルカンズフォージ (Vulcans Forge) - シャンペンステークス、ウィザーズステークス、サバーバンハンデキャップ、サンタアニタハンデキャップ
- コーホーズ (Cohoes)
- アルマームード (Almahmoud) - 繁殖牝馬として成功
- ブードワール (Boudoir) - 繁殖牝馬として成功

## 血統表
| マームードの血統（ブランドフォード系 / St.Simon5×5=6.25% Black Duchess5×5=6.25%） | マームードの血統（ブランドフォード系 / St.Simon5×5=6.25% Black Duchess5×5=6.25%） | マームードの血統（ブランドフォード系 / St.Simon5×5=6.25% Black Duchess5×5=6.25%） | （血統表の出典）       | （血統表の出典） |
| 父 Blenheim 1927 黒鹿毛                                                           | 父の父Blandford 1919 黒鹿毛                                                       | Swynford                                                                          | John o'Gaunt           | John o'Gaunt     |
| 父 Blenheim 1927 黒鹿毛                                                           | 父の父Blandford 1919 黒鹿毛                                                       | Swynford                                                                          | Canterbury Pilgrim     |                  |
| 父 Blenheim 1927 黒鹿毛                                                           | 父の父Blandford 1919 黒鹿毛                                                       | Blanche                                                                           | White Eagle            | White Eagle      |
| 父 Blenheim 1927 黒鹿毛                                                           | 父の父Blandford 1919 黒鹿毛                                                       | Blanche                                                                           | Black Cherry           |                  |
| 父 Blenheim 1927 黒鹿毛                                                           | 父の母Malva 1919 黒鹿毛                                                           | Charles o'Malley                                                                  | Desmond                | Desmond          |
| 父 Blenheim 1927 黒鹿毛                                                           | 父の母Malva 1919 黒鹿毛                                                           | Charles o'Malley                                                                  | Goody Two-Shoes        |                  |
| 父 Blenheim 1927 黒鹿毛                                                           | 父の母Malva 1919 黒鹿毛                                                           | Wild Arum                                                                         | Robert Le Diable       | Robert Le Diable |
| 父 Blenheim 1927 黒鹿毛                                                           | 父の母Malva 1919 黒鹿毛                                                           | Wild Arum                                                                         | Marliacea              |                  |
| 母 Mah Mahal 1928 芦毛                                                            | 母の父Gainsborough 1915 鹿毛                                                      | Bayardo                                                                           | Bay Ronald             | Bay Ronald       |
| 母 Mah Mahal 1928 芦毛                                                            | 母の父Gainsborough 1915 鹿毛                                                      | Bayardo                                                                           | Galicia                |                  |
| 母 Mah Mahal 1928 芦毛                                                            | 母の父Gainsborough 1915 鹿毛                                                      | Rosedrop                                                                          | St.Frusquin            | St.Frusquin      |
| 母 Mah Mahal 1928 芦毛                                                            | 母の父Gainsborough 1915 鹿毛                                                      | Rosedrop                                                                          | Rosaline               |                  |
| 母 Mah Mahal 1928 芦毛                                                            | 母の母Mumtaz Mahal 1921 芦毛                                                      | The Tetrarch                                                                      | Roi Herode             | Roi Herode       |
| 母 Mah Mahal 1928 芦毛                                                            | 母の母Mumtaz Mahal 1921 芦毛                                                      | The Tetrarch                                                                      | Vahren                 |                  |
| 母 Mah Mahal 1928 芦毛                                                            | 母の母Mumtaz Mahal 1921 芦毛                                                      | Lady Josephine                                                                    | Sundridge              | Sundridge        |
| 母 Mah Mahal 1928 芦毛                                                            | 母の母Mumtaz Mahal 1921 芦毛                                                      | Lady Josephine                                                                    | Americus Girl F-No.9-c |                  |